# Listă de conducători de stat din 1210
1206 - 1207 - 1208 - 1209 - 1210 - 1211 - 1212 - 1213 - 1214
Aceasta este o listă a conducătorilor de stat din anul 1210:

## Europa
- Ahaia: Geoffroi I de Villehardouin (principe, 1209-între 1228 și 1229)
- Albania, statul Arberia: Dimitrie (arhonte, 1208-1216)
- Almohazii: Muhammad an-Nasr ibn Iakub al-Mansur (emir din dinastia Almohazilor, 1199-1214)
- Anglia: Ioan Fără de Țară (rege din dinastia Plantagenet, 1199-1216; totodată, conte de Anjou, 1199-1206; totodată, duce de Normandia, 1199-1204; totodată, duce de Aquitania, 1199-1216)
- Aquitania: Ioan Fără de Țară (duce, 1199-1216; totodată, rege al Angliei, 1199-1216; totodată, duce de Normandia, 1199-1204; totodată, conte de Anjou, 1199-1206)
- Aragon: Petru al II-lea (rege din dinastia de Barcelona, 1196-1213)
- Austria: Leopold al VI-lea Gloriosul (duce din dinastia Babenberg, 1198-1230)
- Bavaria: Ludovic I (duce din dinastia de Wittelsbach, 1183-1231)
- Bosnia-Herțegovina, statul Zahumlja: Petru (duce, 1198-1227)
- Brabant: Henric I cel Evlavios (duce, 1190-1235)
- Brandenburg: Albrecht al II-lea (margraf din dinastia Askaniană, 1205-1220)
- Bretagne: Alice (ducesă, 1203-1221)
- Bulgaria: Boril (țar din dinastia Asanizilor, 1207-1218)
- Burgundia: Eudes al III-lea (duce din dinastia Capețiană, 1192-1218)
- Castilia: Alfonso al VIII-lea (rege, 1158-1214)
- Cehia: Premysl I Otakar (cneaz din dinastia Premysl, 1192-1193, 1197-1230; rege, din 1198)
- Champagne: Thibaud al IV-lea Postumul sau cel Mare (conte din casa de Blois-Champagne, 1201-1253; ulterior, rege al Navarrei, 1234-1253)
- Cipru: Hugues I (rege din dinastia de Lusignan, 1205-1218)
- Constantinopol: Henric de Hainaut (împărat, 1206-1216)
- Danemarca: Valdemar al II-lea Victoriosul (rege din dinastia Valdemar, 1202-1241)
- Epir: Mihail I Anghelos Ducas (despot din dinastia Anghelos, 1204-1215)
- Flandra: Ioana de Constantinopol (contesă din dinastia de Hainaut, 1205-1244; totodată, contesă de Hainaut, 1205-1244)
- Franța: Filip al II-lea August (rege din dinastia Capețiană, 1180-1223)
- Germania: Otto al IV-lea de Braunschweig (rege din dinastia Welfilor, 1198-1214/1218; anterior, duce de Aquitania, 1196-1199; ulterior, împărat occidental, 1209-1214/1218)
- Gruzia: Tamara cea Mare (regină din dinastia Bagratizilor, 1184-1213)
- Hainaut: Ioana de Constantinopol (contesă din casa de Flandra, 1205-1244; totodată, contesă de Flandra, 1205-1244)
- Halici-Volânia: Vladimir Igorevici (cneaz, 1206-1211) și Aleksandru Vsevolodovici (cneaz, 1207, cca. 1208-1214)
- Imperiul occidental: Otto al IV-lea de Braunschweig (împărat din dinastia Welfilor, 1209-1214/1218; anterior, duce de Aquitania, 1196-1199; totodată, rege al Germaniei, 1198-1214/1218)
- Istria: Henric al II-lea (margraf din casa de Andechs, 1204-1228; totodată, margraf de Carniola, 1204-1228)
- Kiev: Rurik al II-lea Rostislavici (mare cneaz din dinastia Rurikizilor, 1203-1210) și Vsevolod al III-lea Sveatoslavici (mare cneaz din dinastia Rurikizilor, 1206, 1207, 1210-1214)
- Leon: Alfonso al IX-lea (rege, 1188-1230)
- Lorena Superioară: Ferry al II-lea (duce din casa Lorena-Alsacia, 1205-1213)
- Luxemburg: Ermesinde (contesă, 1198-1247)
- Mazovia și Kujawya: Konrad I (cneaz din dinastia Piasti, 1202-1247)
- Merania: Otto I (duce din casa de Andechs, 1204-1234; ulterior, conte palatin de Burgundia, 1208-1231; ulterior, margraf de Istria, 1228-1234; ulterior, margraf de Carniola, 1228-1234)
- Montferrat: Guglielmo al IV-lea (marchiz din casa lui Aleramo, 1207-1225)
- Navarra: Sancho al VII-lea cel Puternic (rege, 1194-1234)
- Norvegia: Inge al II-lea Baardsson (rege, 1204-1217)
- Olanda: Willem I (conte, 1203-1222)
- Ordinul teutonic: Henric Barth (mare maestru, cca. 1209-cca. 1210) și Hermann von Salza (mare maestru, 1210-1239)
- Polonia: Leszek I cel Alb (cneaz din dinastia Piasti, 1194-1198 sau 1199, 1201, 1202-1210, 1211-1227) și Mieszko Platonogi (mare cneaz, 1210-1211)
- Polonia Mare: Vladislav Laskonogi (cneaz din dinastia Piasti, 1202-1229; ulterior, cneaz în Polonia Mică, 1227-1228)
- Portugalia: Sancho I (rege din dinastia de Burgundia, 1185-1211)
- Savoia: Thomas I (conte, 1189-1233)
- Saxonia: Bernhard al III-lea (duce din dinastia Askaniană, 1180-1212)
- Saxonia: Dietrich Tiranul (margraf din dinastia de Wettin, 1197-1221)
- Scoția: William I Leul (rege, 1165-1214)
- Serbia: Ștefan Prvovencani (mare jupan din dinastia Nemanja, 1196-1202, 1203-1228?, rege din 1217)
- Sicilia: Frederic I (rege din dinastia de Hohenstafen, 1197-1250; ulterior, rege al Germaniei, 1220-1250; ulterior, împărat occidental, 1220-1250; ulterior, rege al Ierusalimului, 1225/1229-1243)
- Spoleto: Dipold de Acerra (duce, 1209-1225)
- Statul papal: Innocențiu al III-lea (papă, 1198-1216)
- Suedia: Erik Knutsson (rege din dinastia Sverker, 1208-1216)
- Toulouse: Raimond al VI-lea (conte, 1194-1215, 1218-1222)
- Transilvania: Mihail (voievod, 1209-1212)
- Ungaria: Andrei al II-lea (rege din dinastia Arpadiană, 1205-1235)
- Veneția: Pietro Ziani (doge, 1205-1229)
- Verona: Herman al V-lea (margraf din casa de Baden, 1190-1243; totodată, margraf de Baden, 1190-1243)
- Vladimir-Suzdal: Vsevolod al III-lea Iurievici Mare Cuib (mare cneaz, 1176-1212)

## Africa
- Almohazii: Muhammad an-Nasr ibn Iakub al-Mansur (emir din dinastia Almohazilor, 1199-1214)
- Ayyubizii din Egipt: al-Malik al-Adil I Saif ad-Din Abu Bakr Ahmad ibn Ayyub (Saphadin) (sultan din dinastia Ayyubizilor, 1199/1200-1218; sultan în Damasc, 1195/1196-1218; sultan în Alep, 1183-1186; sultan în Mayyafarikin și Djabal Sindjar, 1195-1200)
- Benin: Eweka I (obba, cca. 1200-?)
- Kanem-Bornu: Abd al-Jalil Selma cel Negru (sultan, cca. 1193-cca. 1210) și Dunama al II-lea Dibbalemi (sultan, cca. 1210-cca. 1224)
- Mali: Nare fa Maghan (rege din dinastia Keyta, cca. 1200-1218)
- Marinizii: Abu Muhammad Abd al-Hakk I ibn Ali Halid Hahiu'l-Marini (conducător din dinastia Marinizilor, 1196-1217)

## Asia

### Orientul Apropiat
- Antiohia: Bohemond al IV-lea cel Chior (principe, 1201-1216, 1219-1233)
- Armenia Mică: Leon al II-lea (sau I) cel Mare (rege din dinastia Rubenizilor, 1186-1219)
- Ayyubizii din Alep: al-Malik az-Zahir Ghias ad-Din Abu'l-Fath Ghazi I ibn Salah ad-Din (sultan din dinastia Ayyubizilor, 1186-1216)
- Ayyubizii din Damasc: al-Malik al-Adil I Saif ad-Din Abu Bakr Ahmad ibn Ayyub (sultan din dinastia Ayyubizilor, 1195/1196-1218; anterior, sultan în Alep, 1183-1186; ulterior, sultan în Egipt, 1199/1200-1218)
- Ayyubizii din Egipt: al-Malik al-Adil I Saif ad-Din Abu Bakr Ahmad ibn Ayyub (Saphadin) (sultan din dinastia Ayyubizilor, 1199/1200-1218; sultan în Damasc, 1195/1196-1218; sultan în Alep, 1183-1186; sultan în Mayyafarikin și Djabal Sindjar, 1195-1200)
- Ayyubizii din Mayyafarikin și Djabal Sindjar: al-Malik al-Auhad Nadjm ad-Din Ayyub ibn Saif ad-Din Abu Bakr (sultan din dinastia Ayyubizilor, 1200-1210) și al-Malik al-Așraf I al-Muzaffar ad-Din Abu'l-Fath Musa ibn al-Adil (sultan din dinastia Ayyubizilor, 1210-1220; ulterior, sultan în Damasc, 1229-1237)
- Ayyubizii din Yemen: al-Malik an-Nasr Ayyub ibn Tughtighin (sultan din dinastia Ayyubizilor, 1202-1214)
- Bizanț, Imperiul de Niceea: Teodor I Lascaris (despot din dinastia Lascaris, 1204-1222; împărat, din 1208)
- Bizanț, Imperiul de Trapezunt: Alexios I (împărat din dinastia Marilor Comneni, 1204-1222)
- Califatul abbasid: Abu'l-Abbas Ahmad an-Nasir ibn al-Mustadi (calif din dinastia Abbasizilor, 1180-1225)
- Cipru: Hugues I (rege din dinastia de Lusignan, 1205-1218)
- Constantinopol: Henric de Hainaut (împărat, 1206-1216)
- Ghurizii: Ghias ad-Din Mahmud ibn Muhammad (sultan din dinastia Ghurizilor, 1206-1212)
- Ghurizii din Bahmian și Toharistan: Djalul ad-Din ibn Sam (sultan din dinastia Ghurizilor, 1206-1215)
- Ierusalim: Maria de Montferrat (regină, 1205/1206-1212) și Jean de Brienne (rege, 1210-1225; ulterior, împărat de Constantinopol, 1231-1237)
- Selgiucizii din Konya: Ghias ad-Din Kai-Khusrau I ibn Kilic Arslan (sultan din dinastia Selgiucizilor, 1192-1196, 1204-1210) și Izz ad-Din Kai-Kaus I ibn Kai-Khusrau (sultan din dinastia Selgiucizilor, 1210-1219)

### Orientul Îndepărtat
- Birmania, statul Arakan: Kabalaungnge (rege din a doua dinastie de Pyinsa, 1209-1210) și Letyagyi (rege din a doua dinastie de Pyinsa, 1210-1218)
- Birmania, statul Pagan: Narapatisithu (rege din dinastia Constructorilor de Temple, 1173-1210) și Htilominlo (rege din dinastia Constructorilor de Temple, 1210-1234)
- Cambodgea, Imperiul Kambujadesa (Angkor): Jayavarman al VII-lea (1181-1215)
- China: Ningzong (împărat din dinastia Song de sud, 1195-1224)
- China: Taizu (Ginghis Han, Temugin) (împărat din dinastia Yuan, 1206-1227)
- China, Imperiul Jurchenilor: Weishao Wang (împărat din dinastia Jin, 1209-1213)
- China, Imperiul Liao de vest: Mozhu (Zhilugu) (împărat, 1178-1211)
- China, Imperiul Xia de vest: Xiangzong (împărat, 1206-1210)
- Coreea, statul Koryo: Huijong (Wang Yong) (rege din dinastia Wang, 1205-1211)
- Ghurizii: Ghias ad-Din Mahmud ibn Muhammad (sultan din dinastia Ghurizilor, 1206-1212)
- Ghurizii din Bahmian și Toharistan: Djalul ad-Din ibn Sam (sultan din dinastia Ghurizilor, 1206-1215)
- India, statul Chola: Kulottunga Chola al III-lea (rege, 1178-1216)
- India, statul Delhi: Kutb ad-Din Aibak ibn Muizz (sultan din dinastia Muizzilor, 1206-1210) și Aram Șah ibn Kutb ad-Din (sultan din dinastia Muizzilor, 1210-1211)
- India, statul Hoysala: Ballala al II-lea (rege, 1173-1220)
- Japonia: Tsuchimikado (împărat, 1198-1210), Juntoku (împărat, 1210-1221), Yoșitoki (regent din familia Hojo, 1205-1224) și Sanetomo (shogun din familia Minamoto, 1203-1219)
- Kashmir: Jagadeva (rege din dinastia Vopyadeva, 1198-1213)
- Mongolii: Ginghis Han (mare han, 1206-1227)
- Nepal, în Patan: Arimalla (Arideva) (rege din dinastia Malla, cca. 1201-1216)
- Sri Lanka: Lokissara al II-lea (uzurpator, 1209-1210/1211), Lilavati (regină din dinastia Silakala, cca. 1197-1200, 1209, 1210/1211) și Parakkama-Pandu al II-lea (rege din dinastia Silakala, 1210/1211-1213/1214)
- Vietnam, statul Dai Viet: Ly Cao-tong (rege din dinastia Ly târzie, 1175-1210) și Ly Hue-tong (rege din dinastia Ly târzie, 1210-1224)